# Lenna Kuurmaa
Lenna Kuurmaa, född 26 september 1985 i Tallinn, är en estnisk musiker, sångare, skådespelare och låtskrivare. Hon är sedan 2002 medlem i musikgruppen Vanilla Ninja, och sedan 2004 bandets huvudsångerska.
Kuurmaa var med i TV-programmet "Fizz Superstar", liknande Popstars, där hon tog sig till semifinalen. Hon har också spelat i flera musikaler, bland annat "The King and I", "Voice of Music" och "Snoopy". År 2006-2007 medverkade hon i filmen Kuhu põgenevad hinged. 2010 slutade hon tvåa i Eesti Laul (estniska uttagningen till Eurovision Song Contest) med låten "Rapunzel". Samma placering nådde hon när hon tävlade två år senare, då med låten "Mina jään". 2014 deltog hon återigen med låten "Supernoova" och slutade fyra.